# Tanakajd
Tanakajd je obec v Maďarsku v župě Vas, spadající pod okres Szombathely. Vznikla v roce 1939 spojením dvou do té doby samostatných obcí Tana (východní část) a Kajd (západní část). Nachází se asi 12 km jihovýchodně od Szombathely a asi 209 km jihozápadně od Budapešti. V obci žije 772 obyvatel.
Názvy obou původních sídel pocházejí z turečtiny. Název Tana znamená tele, zatímco Kajd pochází od slova qajdi, znamenajícího otočený. První písemná zmínka o Taně pochází z roku 1217, o Kajdu až z roku 1360. Kromě Tany a Kajdu patří k Tanakajdu také osada Kiskadmajor.
Tanakajdem prochází hlavní silnice 87 a vedlejší silnice 8444 (vedoucí k Vépu) a 8703 (vedoucí k Sorkifaludu). Protéká tudy říčka Gyöngyös. Tanakajd není napojen na železniční trať. V Kajdu se nachází kostel Panny Marie Uherské, v Taně zámek rodu Ambrózyů. Obě hlavní části mají vlastní hřbitov.

## Sousední obce
| Růžice kompasu |                    | Vép      | Bozzai      | Růžice kompasu |
| Růžice kompasu | Táplánszentkereszt | Sever    | Vasszécsény | Růžice kompasu |
| Růžice kompasu | Táplánszentkereszt | Tanakajd | Vasszécsény | Růžice kompasu |
| Růžice kompasu | Táplánszentkereszt | Jih      | Vasszécsény | Růžice kompasu |
| Růžice kompasu | Sorkifalud         |          |             | Růžice kompasu |